# Загонек, Вячеслав Францевич
Вячеслав Францевич Загоне́к (1919—1994) — советский художник-живописец, мастер пейзажа. Народный художник СССР (1985). Лауреат Государственной премии РСФСР имени Репина (1977).

## Биография
Вячеслав Загонек родился 16 декабря 1919 года в Иркутске.
В 1920 году с родителями переехал в Чехословакию. В 1927 родители приняли советское гражданство и переехали с сыном на постоянное жительство в Ленинград.
В 1932—1936 годах занимался в частной студии у А. Р. Эберлинга и И. Г. Михайлова, в 1936—1939 — в Средней художественной школе у С. Л. Абугова, В. Л. Анисовича.
В 1939 году был призван в РККА. Участвовал в советско-финской войне, затем в Великой Отечественной войне, командиром приборного расчёта зенитной батареи. В 1942 был демобилизован из армии и направлен в трест «Мурманскрыбстрой», где до начала 1945 года работал техником-строителем.
В 1945 году поступил на живописный факультет Ленинградского института живописи, скульптуры и архитектуры имени И. Е. Репина. Занимался у М. Д. Бернштейна, А. Д. Зайцева, Г. В. Павловского, С. Л. Абугова, Г. А. Савинова. В 1950 году окончил институт по мастерской Б. В. Иогансона с присвоением звания художника живописи. Дипломная работа — картина «Весна в колхозе» (Музей Академии художеств в Санкт-Петербурге). В этом же году был принят в члены Ленинградского Союза художников.
Первое участие в выставке относится к 1939 году. С 1950 года был постоянным участником выставок, экспонируя свои работы вместе с произведениями ведущих мастеров изобразительного искусства Ленинграда. Писал пейзажи, жанровые и исторические композиции, портреты. Получил известность как мастер лирического пейзажа и жанровых картин на темы жизни современной деревни. В 1950—1970-х годах с творческими поездками побывал в Карелии, на Иссык-Куле, в Крыму, на Енисее, посетил Венгрию, Румынию, Польшу, Италию, Болгарию.

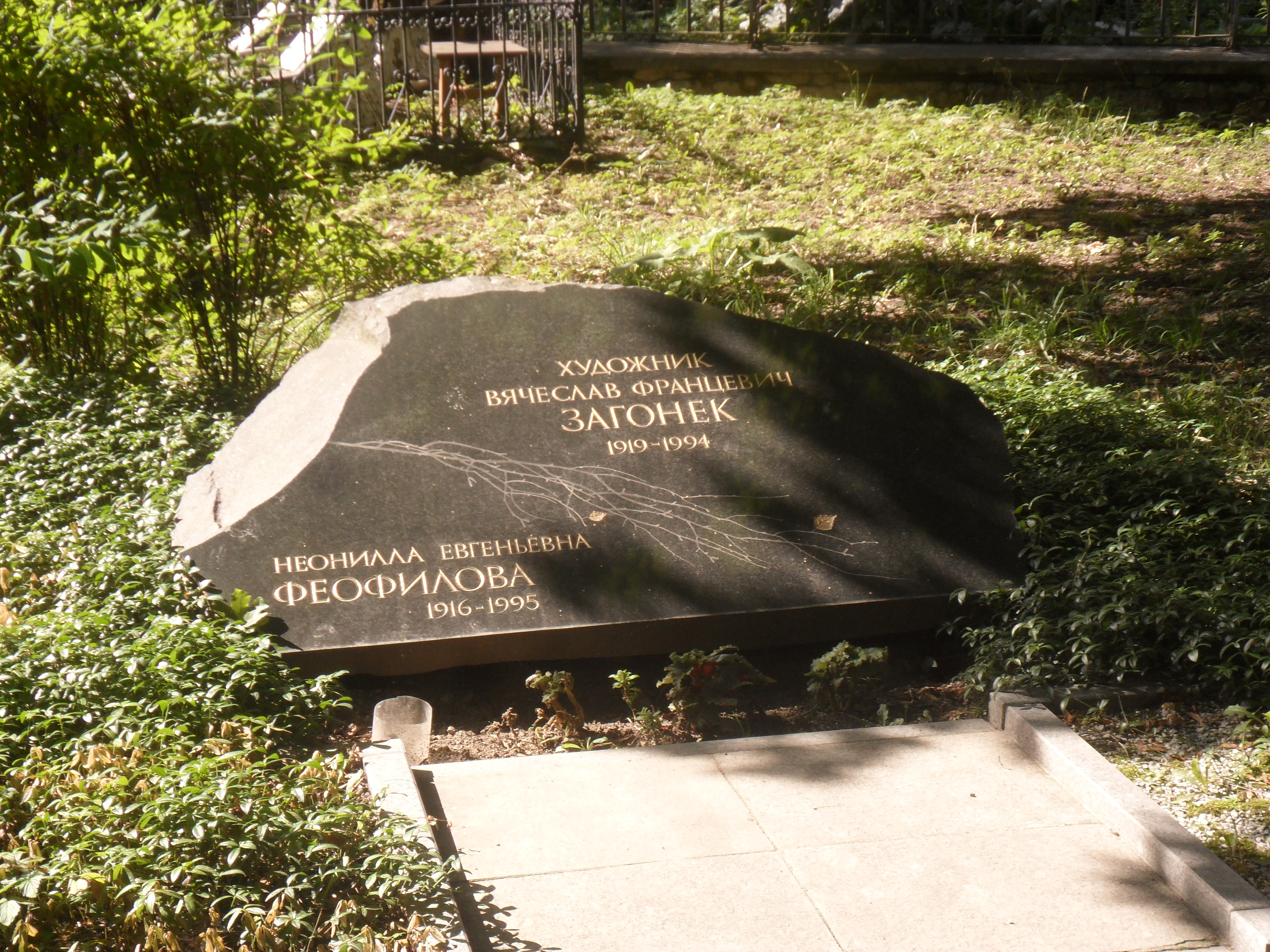
Могила В. Загонека на Литераторских мостках в Санкт-Петербурге.

Один из крупнейших представителей пейзажной живописи Ленинграда середины и второй половины XX века. Неоднократно работал на творческой базе ленинградских художников в Старой Ладоге. Подолгу жил и работал на Академической даче и в её окрестностях. Персональные выставки в 1966 году (Ленинград, Москва), в 1970 году (Саратов, Ижевск, Казань), в 1990 году (Академия художеств, Ленинград).
Член Союза художников СССР с 1950 года
В 1976 был избран членом-корреспондентом, в 1988 — действительным членом АХ СССР.
Произведения художника находятся в собраниях Государственного Русского музея, Государственной Третьяковской галереи, в многочисленных музеях и частных собраниях в России, КНР, Японии, Германии, Италии и других странах.
Известны живописные и графические портреты В. Ф. Загонека, исполненные в разные годы ленинградскими художниками, в том числе Н. Л. Бабасюком (1973).
Скончался 24 июня 1994 года в Санкт-Петербурге (по другим источникам — в Москве). Похоронен на Литераторских мостках Волковского кладбища.

## Награды и звания
- Заслуженный художник РСФСР (1963)
- Заслуженный деятель искусств РСФСР (1968)
- Народный художник РСФСР (1979)
- Народный художник СССР (1985)
- Государственная премия РСФСР имени И. Е. Репина (1977) — за картины «Морозное утро», «Май», «Утро»
- Орден Отечественной войны II степени
- Серебряная медаль АХ СССР (1965)

## Известные картины
- «Дорога»[11] (1950)
- «Академическая дача»[12] (1951)
- «Весенний день»[13] (1952)
- «Первый снег»[14] (1953)
- «Улетают»[15] (1954)
- «Натюрморт»[16] (1954)
- «Рыбаки Иссык-Куля»[17] (1954)
- «Октябрь»[18] (1955)
- «Ала-Тоо»[19] (1955)
- «На берегу Онеги»[13] (1956)
- «Весна пришла»[16] (1956)
- «Рябинушка»[20] (1957)
- «Капель»[21] (1958)
- «Подснежники. Натюрморт»[21] (1958)
- «Псковский мотив»[22] (1958)
- «Берег Ангары»[23] (1959)
- «Утро» (1960)
- «На берегу Ангары»[24] (1960)
- «Байкальский мотив»[25] (1960)
- «Зимний день»[26] (1961)
- «Гроза прошла»[27][28] (1961, ГРМ)
- «Волхов» (1962)
- «Начало мая»[13] (1962)
- «Сумерки»[29] (1962)
- «Март. Будни»[30] (1964)
- «Цветёт черёмуха»[31] (1964)
- «Весна» (1965)
- «Оттепель»[32] (1965)
- «Мы наш, мы новый мир построим»[33] (1967)
- «Летняя ночь» (1967)
- «Балтика»[34] (1967)
- «Ветры весенние» (1968)
- «Стынет. Октябрь»[35] (1968)
- «Май» (1969)
- «Расцвела черёмуха»[36] (1969)
- «Натюрморт с грачами»[37] (1971)
- «Енисей»[38] (1971)
- «На конях»[39] (1971)
- «Угольная гавань. Дудинка» (1971)
- «Над Енисеем идут дожди»[40] (1971)
- «Юность» (1972)
- «Енисей. Перед штормом»[41] (1972)
- «Русский мотив» (1973)
- «Ручей» (1973)
- «Первые цветы»[42] (1973)
- «Морозное утро»[43] (1975)
- «На полях приладожья»[44][45] (1975)
- «Внуки» (1977)
- «Детство»[46] (1979)
- «Листопад» (1980)
- «Робкая весна»[47] (1981)
- «Пробуждение» (1986)

## Выставки
- 1950 год (Москва): Художественная выставка 1950 года.
- 1951 год (Ленинград): Выставка произведений ленинградских художников.
- 1951 год (Ленинград):  «Выставка произведений ленинградских художников 1951 года» в Государственном Русском музее.
- 1954 год (Ленинград): Весенняя выставка произведений ленинградских художников.
- 1955 год (Ленинград): "Весенняя выставка произведений ленинградских художников".
- 1956 год (Ленинград): Осенняя выставка произведений ленинградских художников.
- 1957 год (Ленинград): 1917—1957. Выставка произведений ленинградских художников.
- 1957 год (Мурманск): Передвижная выставка произведений ленинградских художников .
- 1957 год (Москва): Всесоюзная художественная выставка, посвящённая 40-летию Великой Октябрьской социалистической революции.
- 1958 год (Москва): Всесоюзная художественная выставка "40 лет ВЛКСМ".
- 1958 год (Ленинград): Осенняя выставка произведений ленинградских художников.
- 1960 год (Ленинград): Выставка произведений ленинградских художников 1960 года.
- 1960 год (Ленинград): Выставка произведений ленинградских художников.
- 1960 год (Москва): Советская Россия. Республиканская художественная выставка.
- 1961 год (Ленинград): «Выставка произведений ленинградских художников» открылась в залах Государственного Русского музея.
- 1962 год (Ленинград): "Осенняя выставка произведений ленинградских художников".
- 1964 год (Ленинград): Ленинград. Зональная выставка.
- 1965 год (Ленинград): Весенняя выставка произведений ленинградских художников.
- 1965 год (Москва): Советская Россия. Вторая Республиканская художественная выставка.
- 1967 год (Москва): Советская Россия. Третья Республиканская художественная выставка.
- 1968 год (Москва): Всесоюзная художественная выставка "На страже Родины", посвящённая 50-летию Вооруженных сил СССР.
- 1968 год (Ленинград): Осенняя выставка произведений ленинградских художников.
- 1969 год (Ленинград): Весенняя выставка произведений ленинградских художников.
- 1971 год (Ленинград): Наш современник. Выставка произведений ленинградских художников 1971 года.
- 1972 год (Ленинград): Наш современник. Вторая выставка произведений ленинградских художников.
- 1972 год (Ленинград): По Родной стране. Выставка произведений ленинградских художников.
- 1974 год (Ленинград): Весенняя выставка произведений ленинградских художников.
- 1975 год (Ленинград): Наш современник. Зональная выставка произведений ленинградских художников.
- 1975 год (Москва): Советская Россия. Пятая республиканская выставка.
- 1976 год (Москва): Изобразительное искусство Ленинграда.
- 1980 год (Ленинград): Зональная выставка произведений ленинградских художников.
- 1994 год (Петербург): Этюд в творчестве ленинградских художников 1940—1980-х годов.
- 1996 год (Петербург): Живопись 1940—1990-х годов. Ленинградская школа.
- 1997 год (Петербург): Связь времён. 1932—1997. Художники — члены Санкт-Петербургского Союза художников России.
- 2006 (Петербург): Время перемен. Искусство 1960—1985 гг. в Советском Союзе.